# Mirkan Aydın
Mirkan Aydın (* 8. Juli 1987 in Hattingen) ist ein ehemaliger deutsch-türkischer Fußballspieler.

## Jugend
Aydın fing beim Hattinger Ortsteilverein VfL Winz-Baak mit dem Fußballsport an und wechselte schnell zur SG Wattenscheid 09. Dort wurde er nach der C-Jugend ausgemustert, da man ihn physisch für nicht konkurrenzfähig hielt. Von 2002 bis 2005 spielte er mit Freunden hobbymäßig bei der TSG Sprockhövel in der B- und A-Jugendbezirksliga.

## Karriere
Im Jahre 2005 wurde Aydın mit 18 Jahren ohne Profivertrag in die erste Mannschaft der TSG Sprockhövel berufen. Zwei Jahre später wechselte er für drei Jahre in die zweite Mannschaft des VfL Bochum. In der Bundesliga wurde Aydın am fünften Spieltag der Saison 2009/10 erstmals eingesetzt; er wurde in der Partie gegen die TSG 1899 Hoffenheim eingewechselt. Bei seinem Zweitligadebüt am 18. Spieltag der Saison 2010/11 erzielte Aydın als Einwechselspieler den 2:1-Führungstreffer beim 3:1-Sieg des VfL beim TSV 1860 München. Seitdem war er Stammspieler der ersten Mannschaft. Sein Vertrag mit dem VfL lief bis zum Jahr 2014.
In der Sommertransferperiode 2014 wechselte Aydın in die türkische Süper Lig zu Eskişehirspor. Hier unterschrieb er einen Zweijahresvertrag und ist aufgrund der türkischen Herkunft seiner Eltern unter einem einheimischen Spielerstatus spielberechtigt. Bereits nach einer Saison verließ er diesen Verein wieder und heuerte stattdessen beim türkischen Zweitligisten Göztepe Izmir an.
Im März 2016 verpflichtete ihn der schwedische Verein Dalkurd FF. Anfang 2017 kehrte Aydın nach Deutschland zurück und wechselte zum Drittligisten SC Preußen Münster. Dort erhielt er einen Vertrag bis zum Saisonende.
Zur Saison 2017/18 verpflichtete ihn der türkische Zweitligist Altınordu Izmir und zur Saison 2018/19 Hatayspor.

## Privates
Mirkan Aydın's Familie stammt aus dem Dorf Şakşak, im Distrikt Tekman aus der südosttürkischen Provinz Erzurum (kurdisch Tekmana Şeqşeqê oder Tatosa Şeqşeqê).